# AFCトットン
アソシエーション・フットボールクラブ・トットン（Association Football Club Totton）はイングランド、ハンプシャー、トットンを本拠地とするサッカークラブチームである。22/23 シーズンに8部でリーグ優勝を果たし、23/24シーズンはサザンフットボールリーグ・プレミア・ディヴィジョン・サウス（7部相当）に所属。

## タイトル

### 国内タイトル
- ハンプシャーリーグ・ディヴィジョン1:2回

1982,1985
- ハンプシャーリーグ・ディヴィジョン2:2回

1931,1967
- ハンプシャーリーグ・ディヴィジョン4:1回

1979
- ウェセックスリーグ・プレミアディヴィジョン:1回

2007-2008
- サウザンリーグ・ディヴィジョン1サウス＆ウェスト:1回

2011

- サウザンリーグ・ディヴィジョン1サウス:1回

2023
- ディヴィジョン１・リーグカップ：1回  2023

国際タイトル
- なし

## 過去の順位
- 2004-2005 Wessex League Div1 8位
- 2005-2006 Wessex League Div1 4位 昇格
- 2006-2007 Wessex League PRE 2位
- 2007-2008 Wessex League PRE 1位 昇格
- 2008-2009 Southren Div1 S&W 3位
- 2009-2010 Southren Div1 S&W 2位
- 2010-2011 Southren Div1 S&W 1位 昇格